# Prissé
Pour l’article homonyme, voir Prissé (homonymie).
Prissé est une commune française située dans le département de Saône-et-Loire, en région Bourgogne-Franche-Comté.

## Géographie
Prissé, commune traversée par le TGV et la RN 79, se situe dans le Mâconnais.

### Voies de communication et transports

#### Route
Prissé est facilement accessible du fait de sa proximité avec de grands axes de communication (A6, A40, A406, N 79). La N 79 traverse la commune, où une sortie est implantée.
La commune est traversée d'est en ouest par la D 17, et du nord au sud par la D 89.

#### Transports en commun
Prissé, en tant que commune membre de la CAMVAL puis de MBA, est desservie par le réseau de transports urbains Tréma. La desserte de Prissé est assurée par
- Le transport à la demande TrémA'Fil périf' qui propose, du lundi au samedi, trois possibilités de départs depuis Prissé vers Mâcon, et trois possibilités de départ depuis Mâcon vers Prissé.
- Les lignes à vocation scolaire 201 et 209, desservant les collèges et lycées mâconnais.

Chemins de fer
Prissé se trouve sur l'ancienne ligne de Moulins à Mâcon. Une gare était implanté sur la commune, elle fut desservie jusqu'à la fermeture de la ligne en 1968. Aujourd'hui, une voie verte est implantée sur l'ancienne emprise ferroviaire.
Aujourd'hui, l'accès à la commune via le train se fait depuis la gare de Mâcon-Ville et la gare TGV de Loché.

### Climat
Pour des articles plus généraux, voir Climat de la Bourgogne-Franche-Comté et Climat de Saône-et-Loire.
En 2010, le climat de la commune est de type climat océanique altéré, selon une étude du Centre national de la recherche scientifique s'appuyant sur une série de données couvrant la période 1971-2000. En 2020, Météo-France publie une typologie des climats de la France métropolitaine dans laquelle la commune est dans une zone de transition entre le climat semi-continental et le climat de montagne et est dans la région climatique Bourgogne, vallée de la Saône, caractérisée par un bon ensoleillement (1 900 h/an), un été chaud (18,5 °C), un air sec au printemps et en été et des vents faibles.
Pour la période 1971-2000, la température annuelle moyenne est de 11,4 °C, avec une amplitude thermique annuelle de 17,9 °C. Le cumul annuel moyen de précipitations est de 820 mm, avec 10,5 jours de précipitations en janvier et 7,2 jours en juillet. Pour la période 1991-2020, la température moyenne annuelle observée sur la station météorologique de Météo-France la plus proche, « Mâcon », sur la commune de Charnay-lès-Mâcon à 4 km à vol d'oiseau, est de 12,3 °C et le cumul annuel moyen de précipitations est de 833,7 mm. 
La température maximale relevée sur cette station est de 39,8 °C, atteinte le 13 août 2003 ; la température minimale est de −21,4 °C, atteinte le 15 février 1956,,.
Les paramètres climatiques de la commune ont été estimés pour le milieu du siècle (2041-2070) selon différents scénarios d'émission de gaz à effet de serre à partir des nouvelles projections climatiques de référence DRIAS-2020. Ils sont consultables sur un site dédié publié par Météo-France en novembre 2022.

## Urbanisme

### Typologie
Au 1er janvier 2024, Prissé est catégorisée bourg rural, selon la nouvelle grille communale de densité à sept niveaux définie par l'Insee en 2022.
Elle est située hors unité urbaine. Par ailleurs la commune fait partie de l'aire d'attraction de Mâcon, dont elle est une commune de la couronne,. Cette aire, qui regroupe 105 communes, est catégorisée dans les aires de 50 000 à moins de 200 000 habitants,.

### Occupation des sols
L'occupation des sols de la commune, telle qu'elle ressort de la base de données européenne d’occupation biophysique des sols Corine Land Cover (CLC), est marquée par l'importance des territoires agricoles (87,5 % en 2018), en diminution par rapport à 1990 (91,1 %). La répartition détaillée en 2018 est la suivante : cultures permanentes (44,8 %), prairies (23,9 %), zones agricoles hétérogènes (16,3 %), zones urbanisées (10,2 %), terres arables (2,4 %), forêts (2,4 %). L'évolution de l’occupation des sols de la commune et de ses infrastructures peut être observée sur les différentes représentations cartographiques du territoire : la carte de Cassini (XVIIIe siècle), la carte d'état-major (1820-1866) et les cartes ou photos aériennes de l'IGN pour la période actuelle (1950 à aujourd'hui).

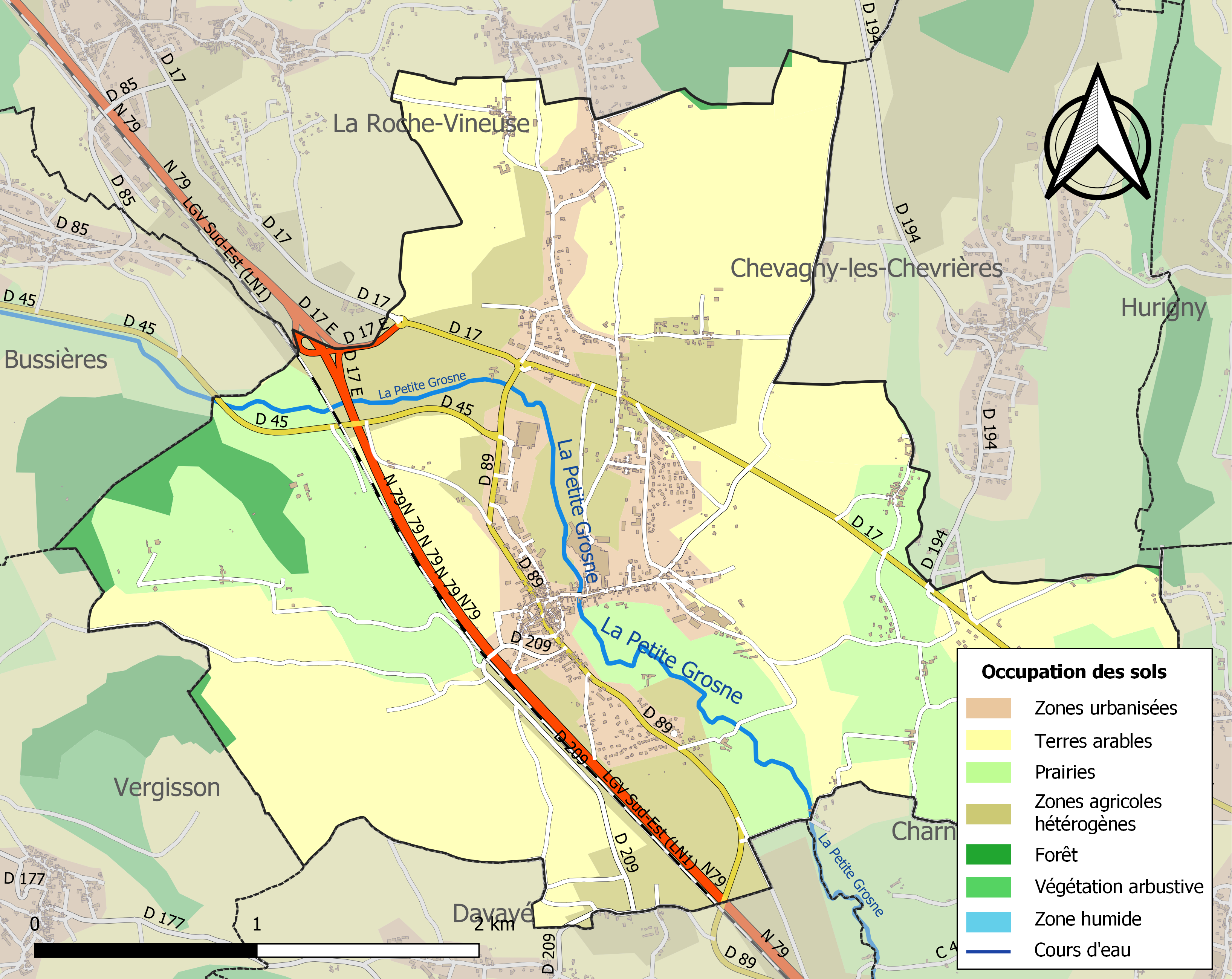
Carte des infrastructures et de l'occupation des sols de la commune en 2018 (CLC).

## Histoire

### Époque gallo-romaine
Un lot de céramiques communes gallo-romaines, avec une large majorité de céramique sombre grise (95 %), a été trouvé au lieu-dit Condemines. Les formes dominantes sont les pots à lèvre en bourrelet (125 pièces) puis ceux à lèvre moulurée (15).

### XXIesiècle
Le 27 et 28 janvier 2018, le village pour l'appellation Saint-Véran a reçu la Fête de la Saint-Vincent tournante et a attiré environ 85 000 visiteurs.

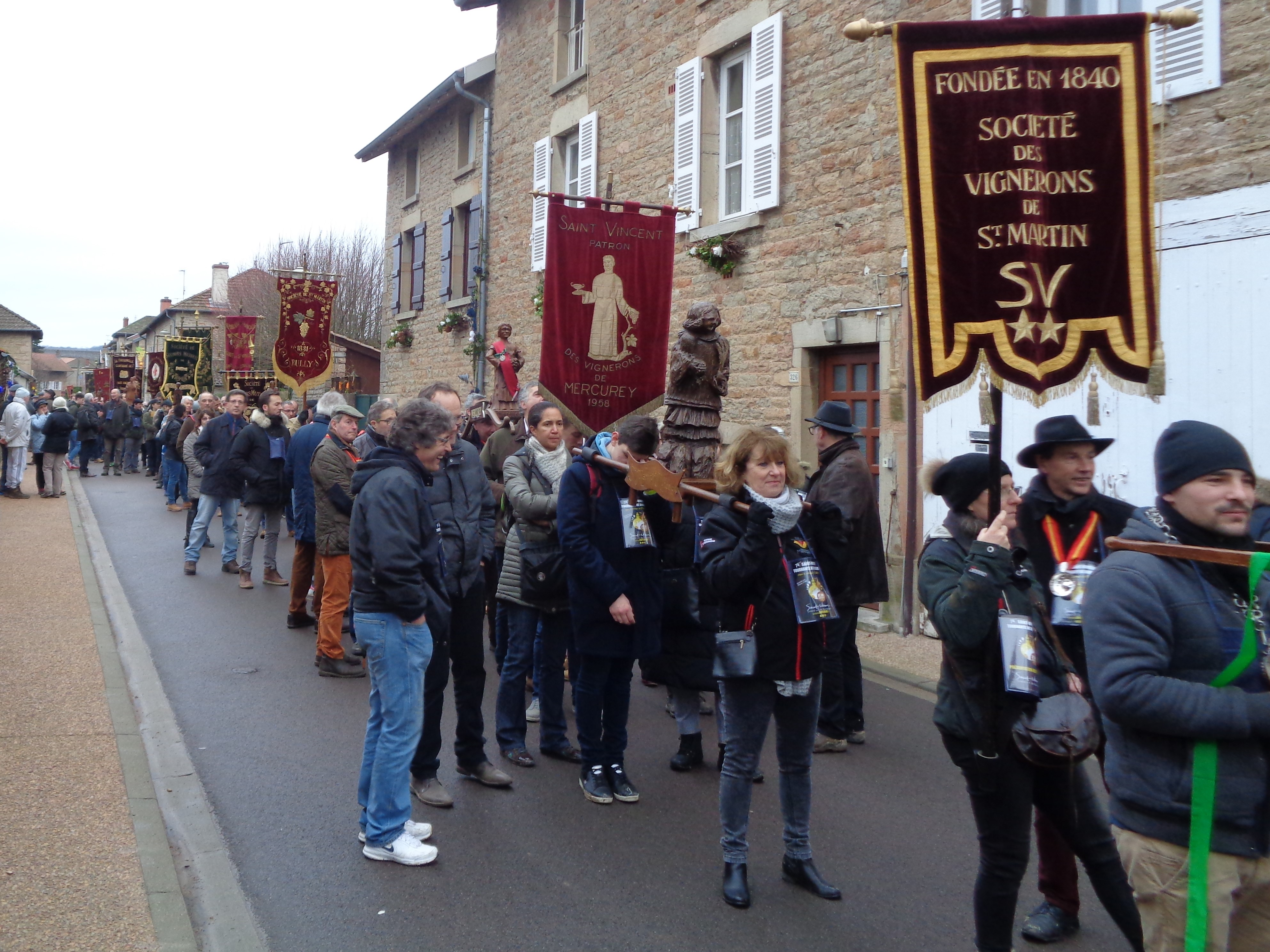
Saint-Vincent Tournante 2018 à Prissé (Appellation Saint-Véran) : défilé.
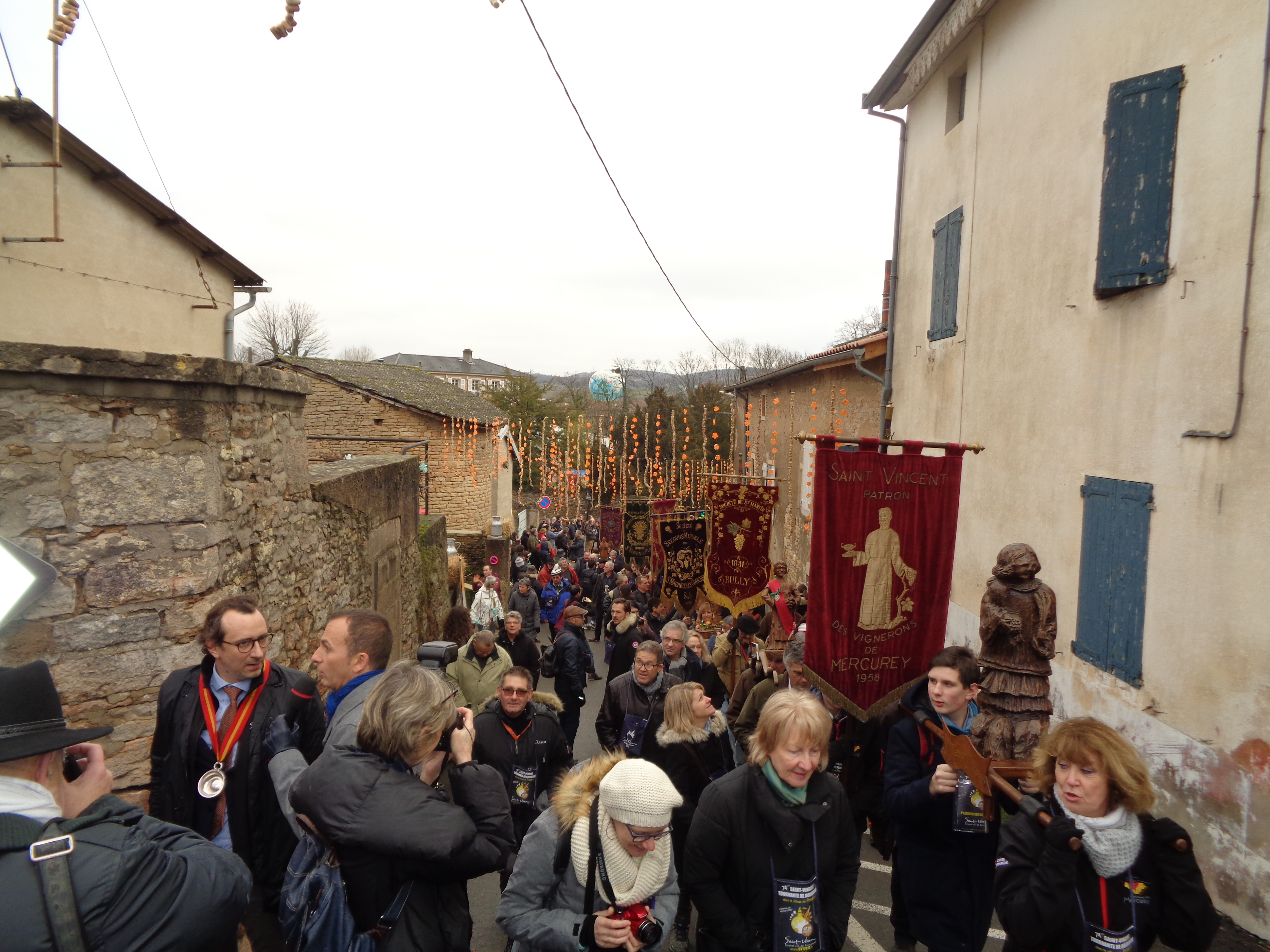
Saint-Vincent Tournante 2018 à Prissé (Appellation Saint-Véran) : défilé.
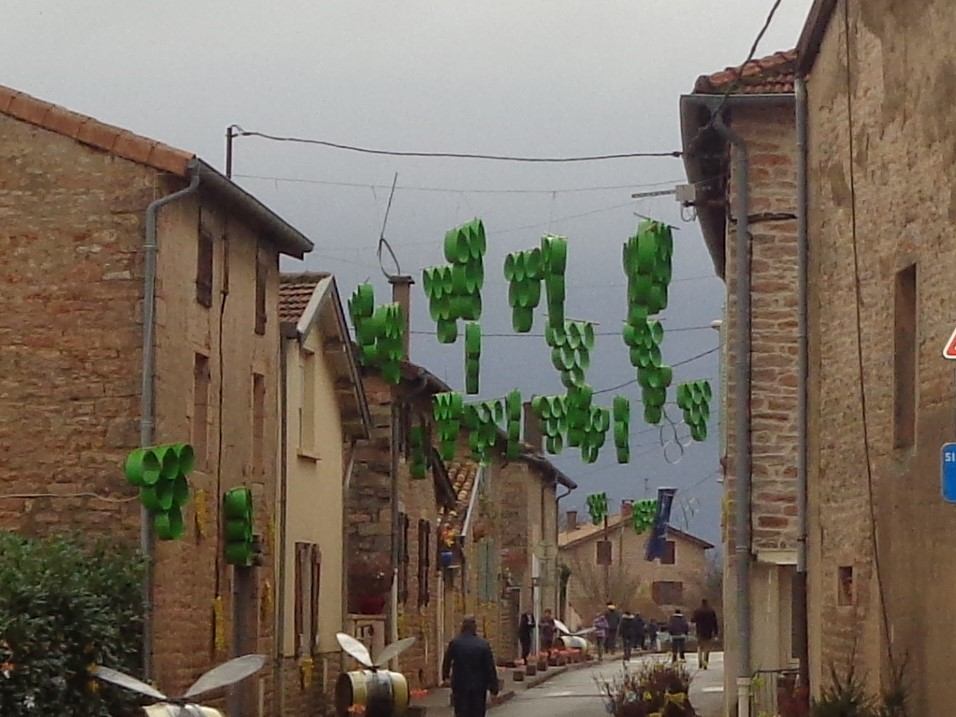
Saint-Vincent Tournante 2018 à Prissé (Appellation Saint-Véran) : décoration.
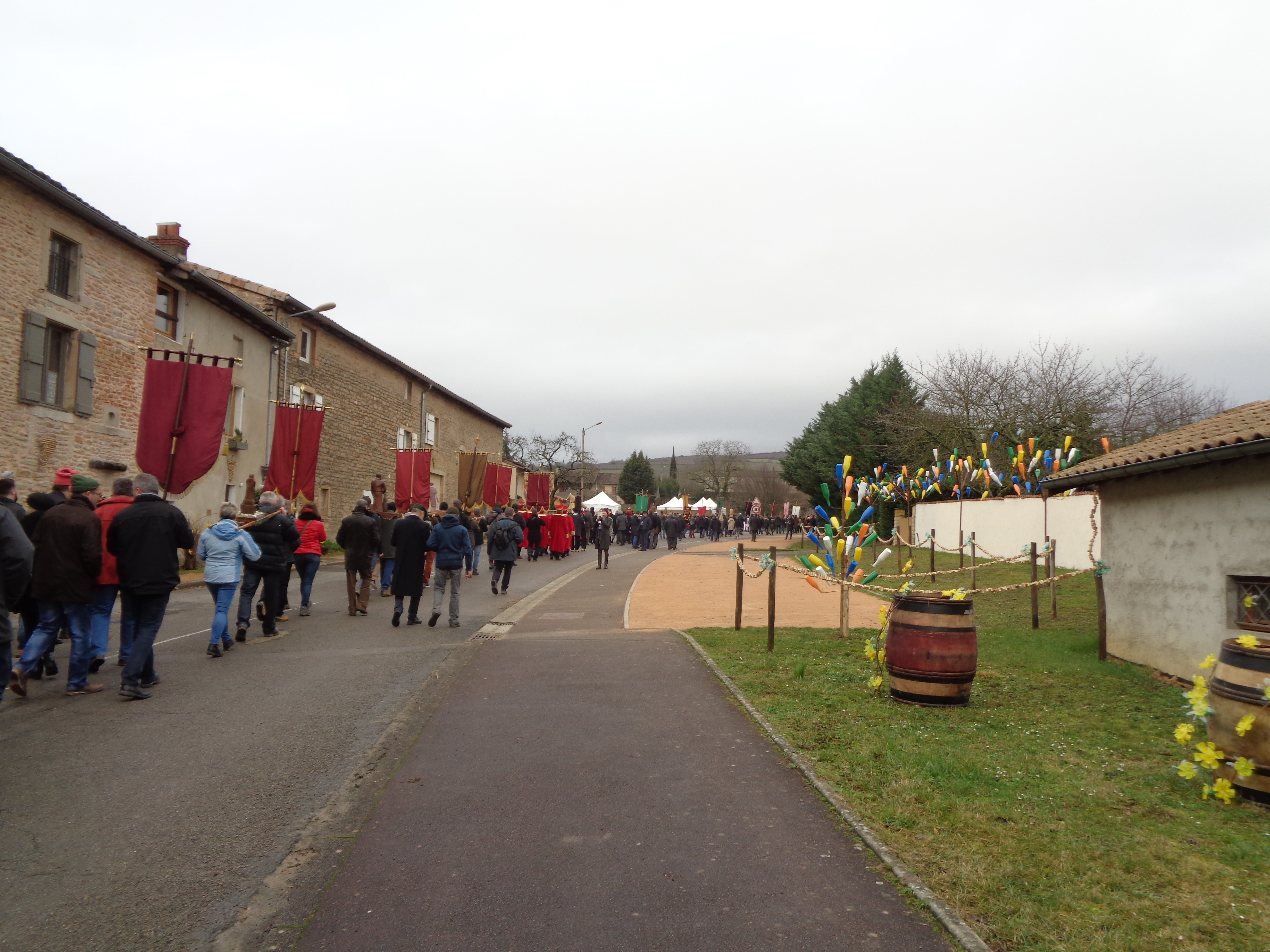
Saint-Vincent Tournante 2018 à Prissé (Appellation Saint-Véran) : défilé.
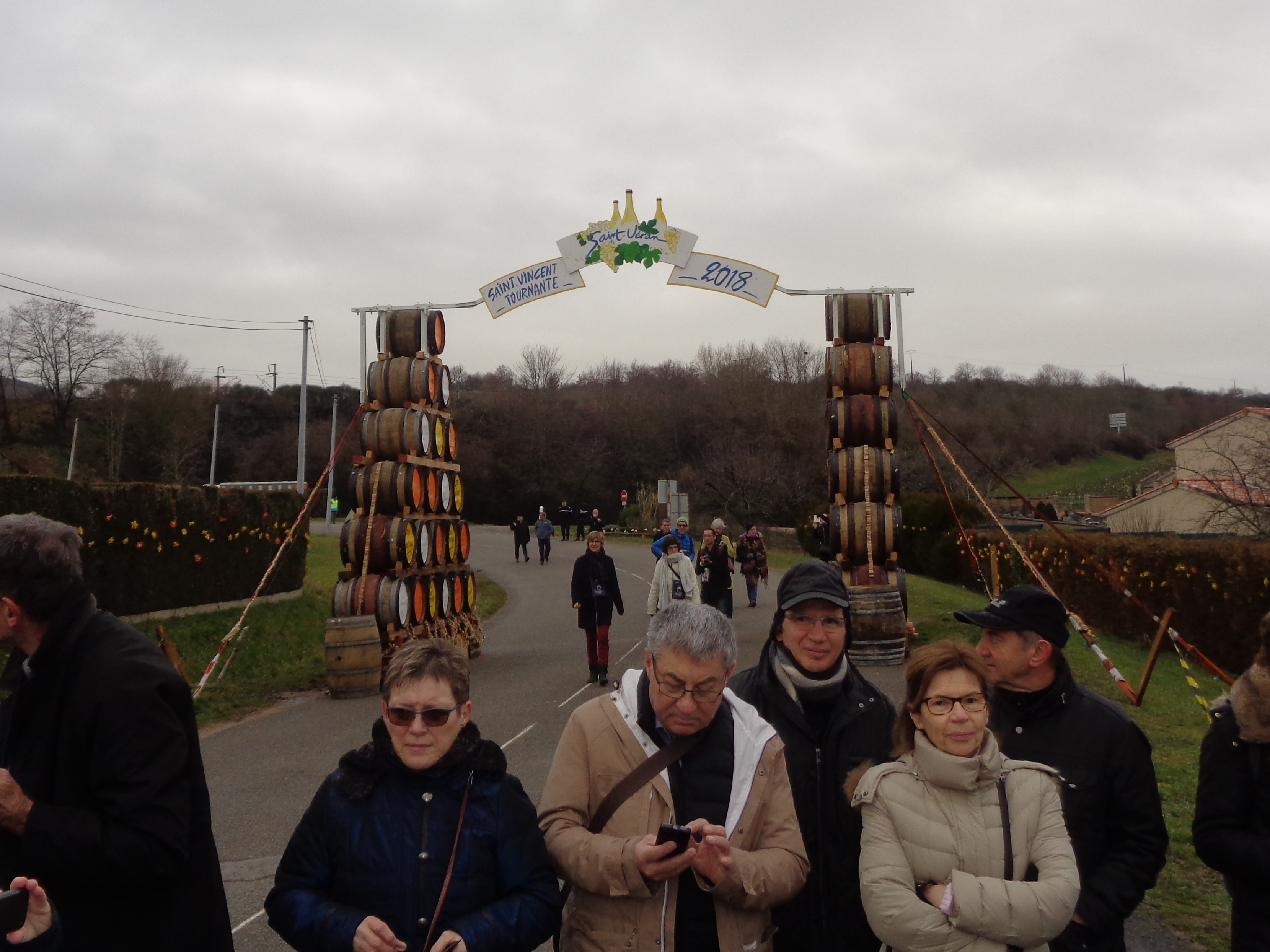
Saint-Vincent Tournante 2018 à Prissé (Appellation Saint-Véran) : décoration.
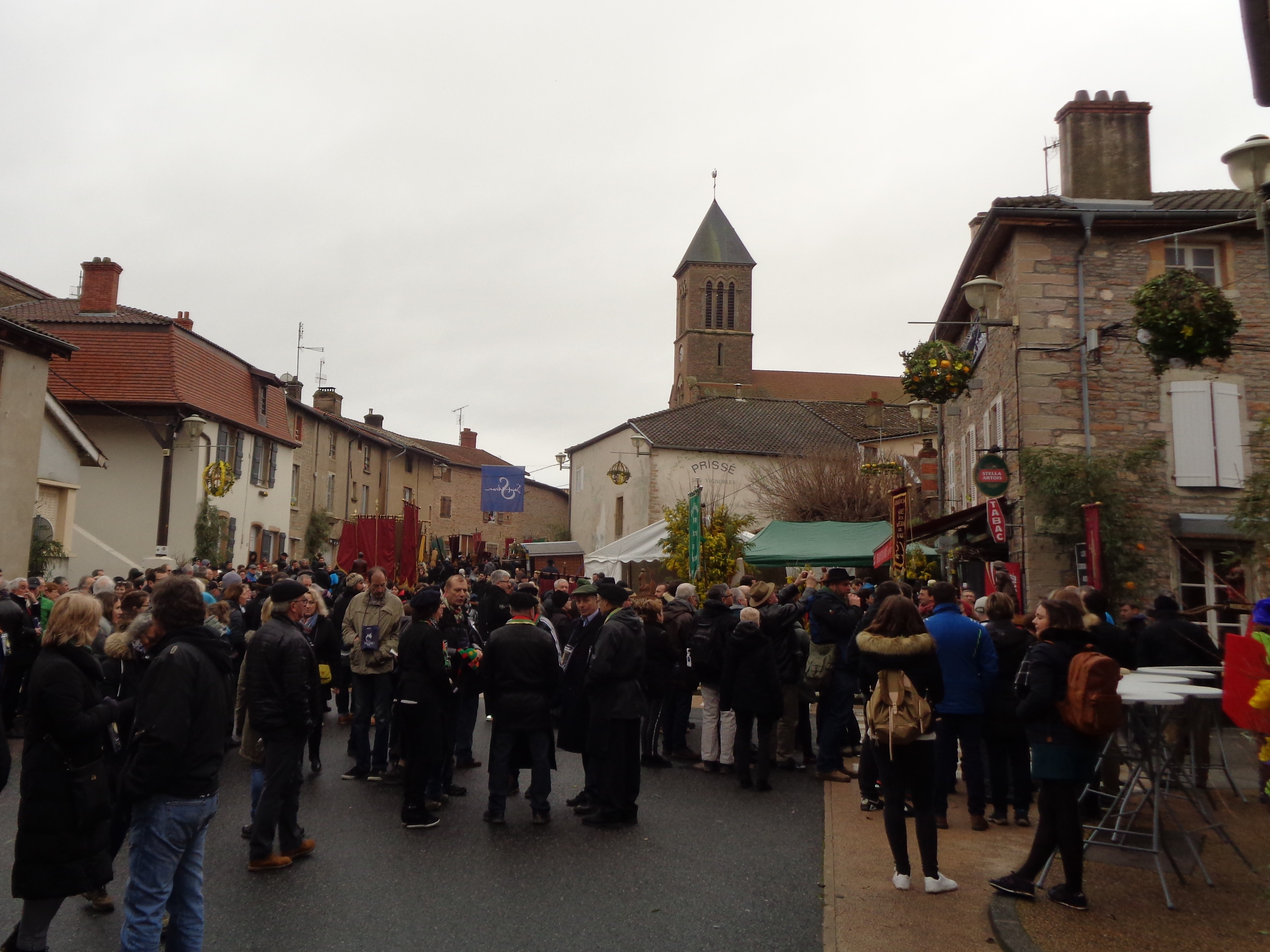
Saint-Vincent Tournante 2018 à Prissé (Appellation Saint-Véran), vers l'église.

## Héraldique
|  | Les armes de la commune se blasonnent ainsi : De gueules à la bande ondé d'or chargée d'une bande ondée d'azur, accompagnée en chef d'un encrier et d'une plume en barre et en pointe d'une grappe de raisin feuillée d'une pièce, le tout aussi d'or. |

## Politique et administration

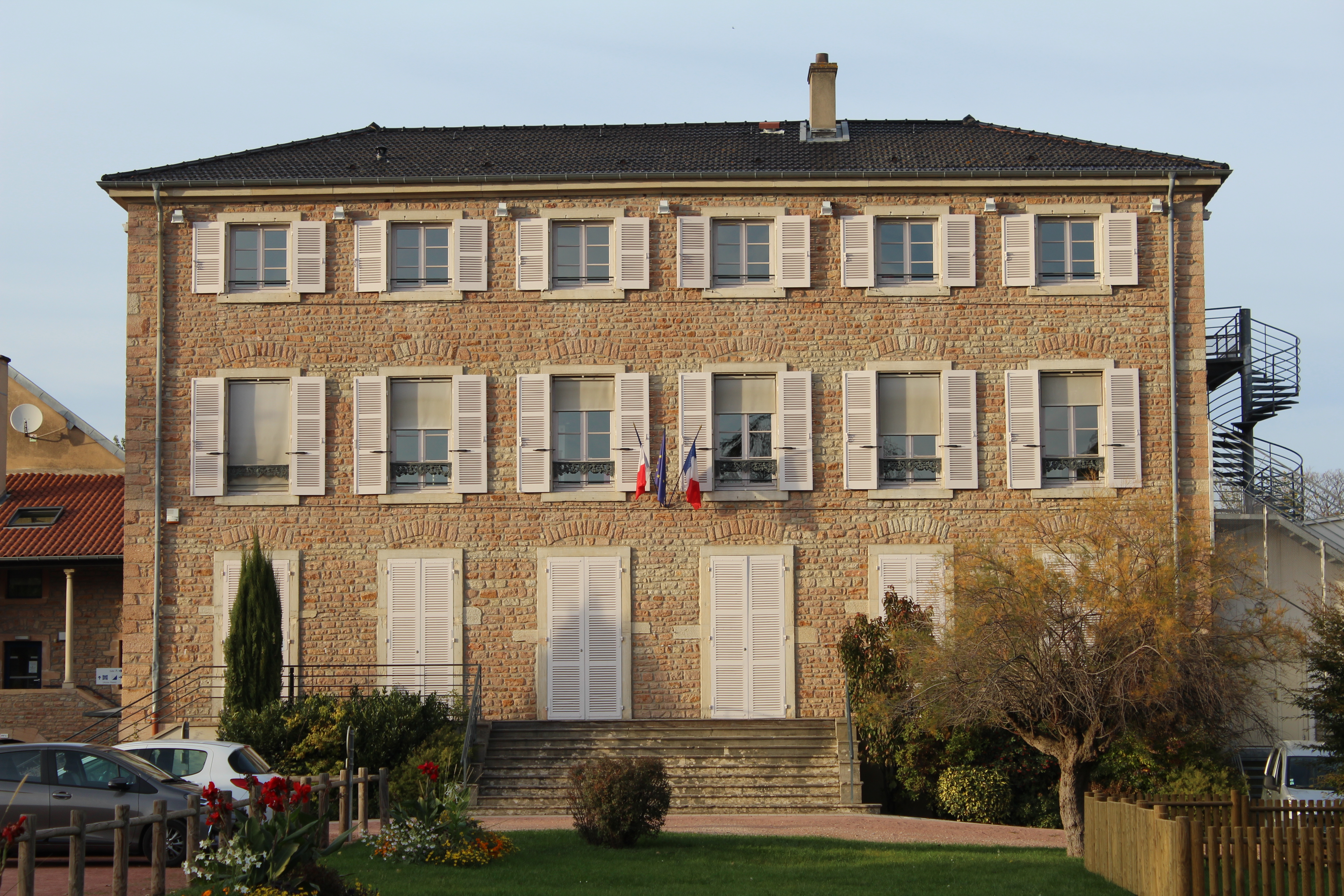
Mairie.

### Liste des maires
| Période                                  | Période      | Identité         | Étiquette | Qualité                                          |
| ---------------------------------------- | ------------ | ---------------- | --------- | ------------------------------------------------ |
| Maire en 1976                            | 1981 (décès) | Jean Augoyard    |           | Dirigeant de société                             |
| 1981                                     | 1996         | Maurice Jantzen  |           | Retraité des Ponts et Chaussées, maire honoraire |
| 1996                                     | mars 2001    | Henri Ray        |           |                                                  |
| mars 2001                                | mai 2020     | Michel Daventure | DVD       | Agriculteur                                      |
| mai 2020                                 | En cours     | Pierre Desroches |           | Salarié viticole, ancien adjoint                 |
| Les données manquantes sont à compléter. |              |                  |           |                                                  |

## Démographie
Les habitants de Prissé s'appellent les Prisséens.

L'évolution du nombre d'habitants est connue à travers les recensements de la population effectués dans la commune depuis 1793. Pour les communes de moins de 10 000 habitants, une enquête de recensement portant sur toute la population est réalisée tous les cinq ans, les populations de référence des années intermédiaires étant quant à elles estimées par interpolation ou extrapolation. Pour la commune, le premier recensement exhaustif entrant dans le cadre du nouveau dispositif a été réalisé en 2004.

En 2022, la commune comptait 1 865 habitants, en évolution de −8,31 % par rapport à 2016 (Saône-et-Loire : −1,06 %, France hors Mayotte : +2,11 %).
| 1793  | 1800  | 1806  | 1821  | 1831  | 1836  | 1841  | 1846  | 1851  |
| ----- | ----- | ----- | ----- | ----- | ----- | ----- | ----- | ----- |
| 1 150 | 1 354 | 1 274 | 1 333 | 1 409 | 1 350 | 1 317 | 1 399 | 1 381 |

| 1856  | 1861  | 1866  | 1872  | 1876  | 1881  | 1886  | 1891  | 1896  |
| ----- | ----- | ----- | ----- | ----- | ----- | ----- | ----- | ----- |
| 1 340 | 1 393 | 1 432 | 1 435 | 1 408 | 1 452 | 1 454 | 1 336 | 1 365 |

| 1901  | 1906  | 1911  | 1921  | 1926  | 1931  | 1936  | 1946  | 1954  |
| ----- | ----- | ----- | ----- | ----- | ----- | ----- | ----- | ----- |
| 1 315 | 1 249 | 1 245 | 1 153 | 1 116 | 1 112 | 1 044 | 1 120 | 1 047 |

| 1962  | 1968  | 1975  | 1982  | 1990  | 1999  | 2004  | 2006  | 2009  |
| ----- | ----- | ----- | ----- | ----- | ----- | ----- | ----- | ----- |
| 1 084 | 1 413 | 1 457 | 1 558 | 1 522 | 1 620 | 1 707 | 1 719 | 1 748 |

| 2014  | 2019  | 2022  | - | - | - | - | - | - |
| ----- | ----- | ----- | - | - | - | - | - | - |
| 1 993 | 1 910 | 1 865 | - | - | - | - | - | - |

## Économie

### Tissu économique local
L'activité agricole de Prissé est très largement dominée par la viticulture, avec la présence de nombreux domaines viticoles.
Par ailleurs, le siège de la cave coopérative de Prissé-Sologny-Verzé (Vignerons des Terres Secrètes) est implanté sur la commune. La société Vignerons des Terres Secrètes est une cave coopérative qui regroupe quelque 120 viticulteurs-coopérateurs, trois chais et environ 950 hectares de vignes (dont 650 hectares plantés en cépage chardonnay). Ce groupement est né en 1998 de la fusion des caves coopératives de Prissé, de Sologny et de Verzé 

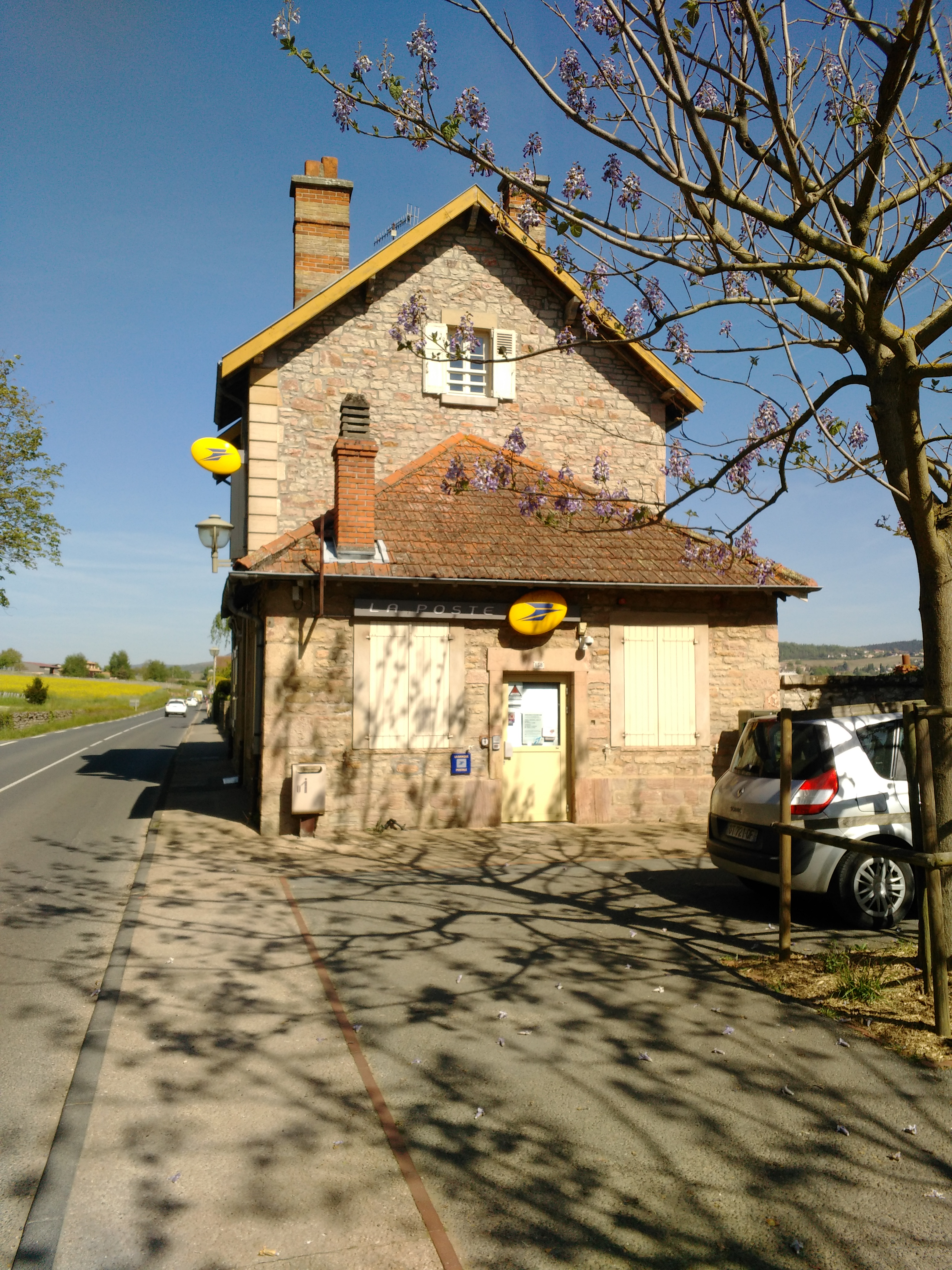
Le bureau de Poste de Prissé en avril 2017.

### Activités commerciales
Les commerces, concentrés historiquement au bourg, tendent, depuis la fin des années 2000, à migrer vers l'entrée nord de la commune, où un supermarché Super U existe depuis 2008.

## Enseignement
Prissé compte un groupe scolaire, constitué d'une école maternelle et d'une école élémentaire. Elles ont fusionné en une seule école primaire à la rentrée de septembre 2016.

## Lieux et monuments
- Prissé dispose d'une église, qui fut agrandie au milieu du XIXe siècle (et consacrée par Adolphe Perraud, évêque d'Autun, le 19 octobre 1878). Elle est placée sous le vocable des saints Martin et Claude. Ce dernier saint y est d'ailleurs visible, sur un tableau présenté à gauche du chœur, daté de 1850 (œuvre signée Clémence de Bémondange)[24]. L'église dispose en outre d'un vitrail de 1876 signé Edouard Didron représentant saint Vincent[25].
- Château de la Combe.
- Château de Monceau.
- Au hameau des Bouteaux : un puits présentant la particularité d'avoir conservé son treuil[26].
- Musée du Parfum.

## Personnalités liées à la commune
- Sont nés à Prissé :
  - Henri Guillermin (1920-1984), député du Rhône ;
- ont séjourné à Prissé :
  - Alphonse de Lamartine : écrivain, poète et homme politique, qui, en 1834, quitta le château de Saint-Point pour s'installer dans celui de Monceau[27].

## Sports
- Prissé-Mâcon. La salle des sports de cette commune, réputée pour son ambiance, abrite les matchs de basket de l'E.S. Prissé-Mâcon en Nationale 1 et Nationale 2.

## Culte
Prissé appartient à l'une des sept paroisses composant le doyenné de Mâcon (doyenné relevant du diocèse d'Autun) : la paroisse Saint-Vincent en Val-Lamartinien, paroisse qui a son siège à La Roche-Vineuse et qui regroupe quinze villages du Mâconnais.

## Pour approfondir